# ديمتري بتروف
ديمتري بتروف (بالإنجليزية: Dmitri A. Petrov)‏ هو أحيائي وبروفيسور أمريكي، ولد في 8 فبراير 1969 في موسكو في روسيا.

## وصلات خارجية
- الموقع الرسمي